# Alban, Tarn
Alban là một xã thuộc tỉnh Tarn ở miền nam nước Pháp. Xã này nằm ở khu vực có độ cao trung bình 615 mét trên mực nước biển.